# 1934 год в авиации
Список событий в авиации в 1934 году.

## События
- январь — начало эксплуатации американского истребителя Boeing P-26 Peashooter
- 20 апреля — За мужество и героизм, проявленные при спасении челюскинцев, Ляпидевскому Анатолию Васильевичу присвоено звание Героя Советского Союза со вручением ордена Ленина (№ 515), 4 ноября 1939 года, при вручении медалей «Золотая Звезда», ему была вручена медаль № 1. Он стал первым, кому было присвоено звание Героя Советского Союза[1].
- 6 мая — проведён опыт подъёма с земли планёра Г-9 пролетающим самолётом У-2.
- 17 июня — первый полёт АНТ-20 «Максим Горький», агитационного, пассажирского многоместного, 8-моторного самолёта. Самого большого самолёта своего времени с сухопутным шасси.
- 14 сентября — основана авиакомпания Aeroméxico.
- 16 сентября — первый полёт бесхвостого планёра БП-2(ЦАГИ-2) конструкции В. Н. Беляева.
- 20 сентября — первый полёт А-7 — советского двухместного автожира крылатого типа с трёхлопастным ротором, разработанного Н. И. Камовым.
- 1 октября — при авиационном заводе № 31 основано Центральное конструкторское бюро морского самолётостроения (ЦКБ МС), ныне Таганрогский авиационный научно-технический комплекс имени Г. М. Бериева.
- 19 ноября — первый полёт итальянского гидросамолёта, катапультного разведчика IMAM Ro.43.[2]

### Рекорды, перелёты
- 10-12 сентября 1934 года Михаил Громов на самолёте АНТ-25 (второй пилот — А. И. Филин, штурман — И. Т. Спирин) совершил рекордный по дальности и продолжительности перелёт по замкнутому маршруту — 12411 км за 75 часов.

### Без точных дат
- Первый полёт планёра Г-14.
- Первый полёт перуанского пассажирского самолёта Faucett F-19
- Основана авиакомпания Aero Portuguesa.
- Основана авиакомпания Ala Littoria.

## Персоны

### Родились
- 2 августа — Быковский, Валерий Фёдорович, лётчик-космонавт СССР, дважды Герой Советского Союза, совершивший три полёта в космос общей продолжительностью 20 суток 17 часов 48 минут 21 секунды.